# Plaza de la Patrona de Canarias

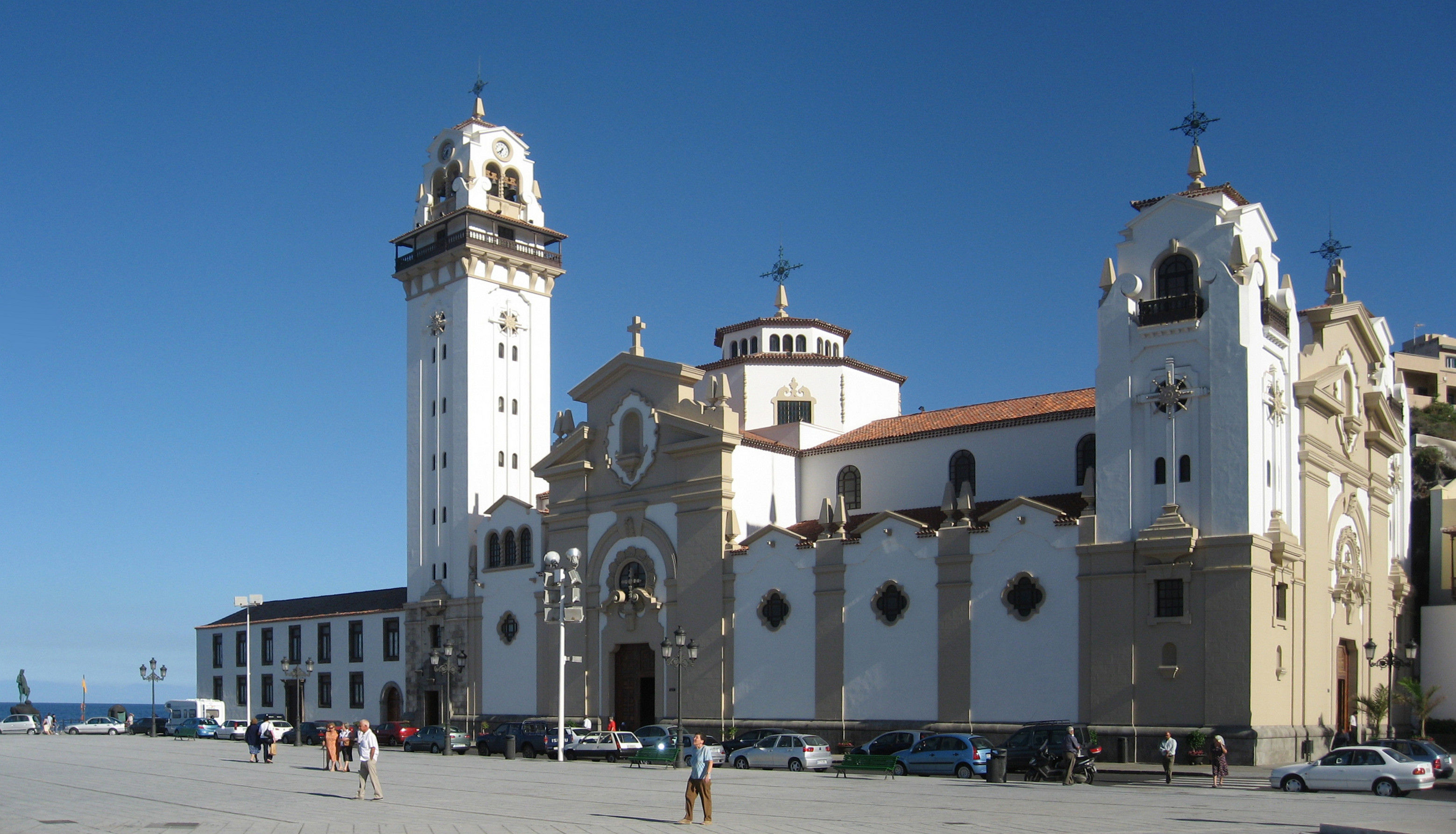
Plaza de la Patrona de Canarias e Basílica de Nossa Senhora da Candelária

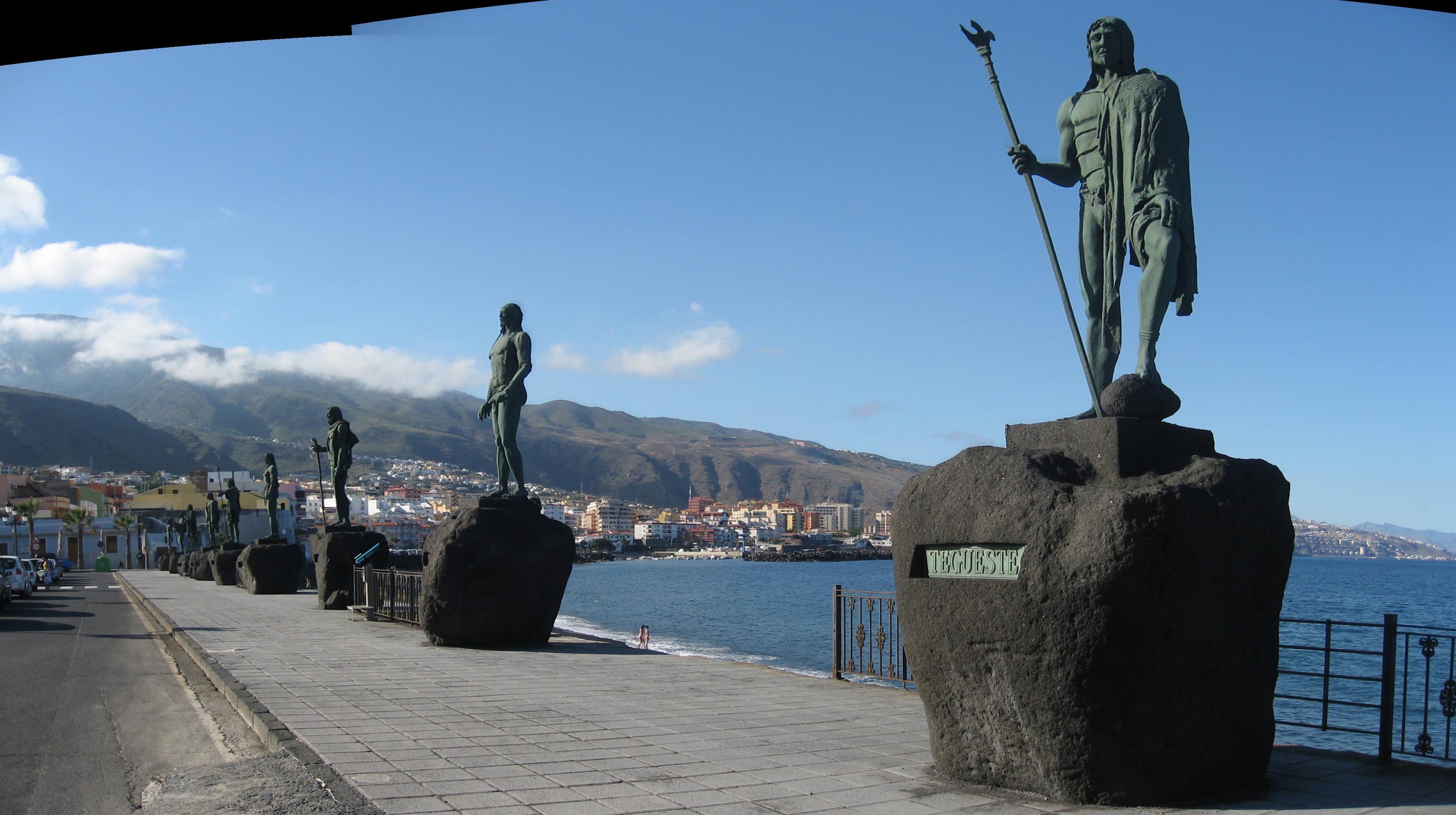
Estátuas dos nove reis guanches

A Plaza de la Patrona de Canarias é uma grande praça na cidade de Candelaria, em Tenerife (Espanha). É ao lado da Basílica de Nossa Senhora da Candelária (Padroeira das Ilhas Canárias) e é o ponto de encontro de peregrinos e celebrações dos festivais mais importantes da vila.
A Plaza de la Patrona de Canarias tem o estatuto de "Praça de Interesses Insular", como a Plaza de España (na cidade de Santa Cruz de Tenerife) e da Plaza del Cristo de La Laguna (em San Cristóbal de La Laguna).

## História
No local onde a praça, ficava uma praia, onde o antigo convento e igreja de Nossa Senhora da Candelária foi. No centro da praia foi o Castelo de São Pedro, que foi construído em 1697. Este forte foi projetado para defender a igreja e convento de Nossa Senhora de ataques de piratas e saques, o castelo foi praticamente destruída na tempestade, de novembro de 1826.
Após o início da construção da Basílica de Candelaria, em 1949, nasceu a necessidade de criar uma grande praça que vai enquadrar a esplanada basílica explorando a grande praia natural. O trabalho de base da praça começou em finais dos anos cinquenta do século XX. Finalmente, a Plaza de la Patrona de Canarias é inaugurada no dia 31 de janeiro de 1959, pelo Bispo da Diocese de Tenerife, Don Domingo Pérez Cáceres.

## Estátuas de dos reis Guanche

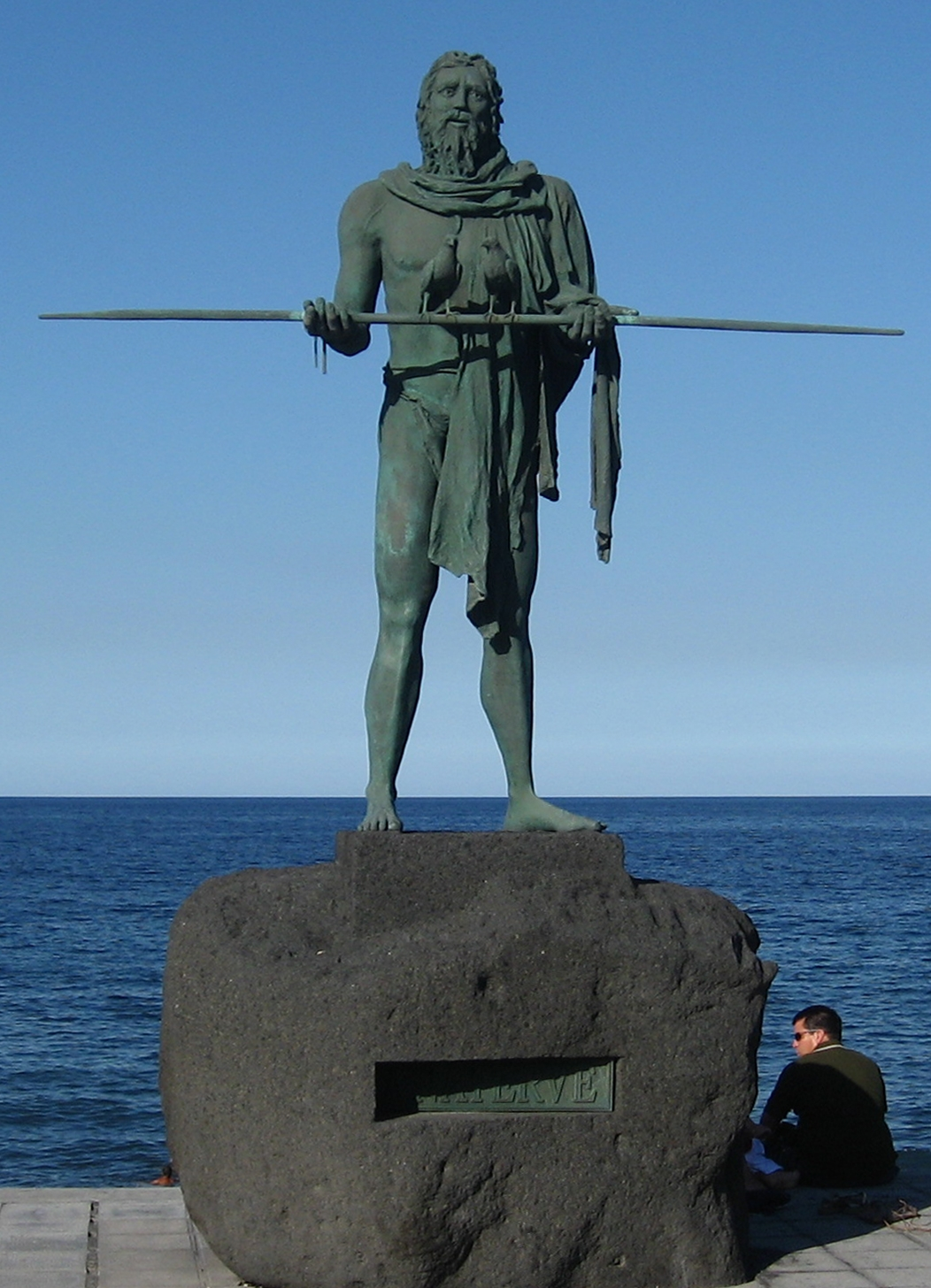
Estátua do Añaterve, mencey do Güímar.

De um lado da praça estão estátuas dos nove reis Guanche que governaram os nove reinos pré-hispânicos de Tenerife. Atualmente, existem estátuas de bronze, que substituíram outra pedra vulcânica esculpida foram transferidos para outra avenida da população no final do século XX. Em particular foi a 13 de agosto de 1993, quando as novas figuras de reis o escultor José Abad foram inauguradas. Estas estátuas são muito apreciados por todos os canários, eles representam uma parte muito essencial de sua cultura.

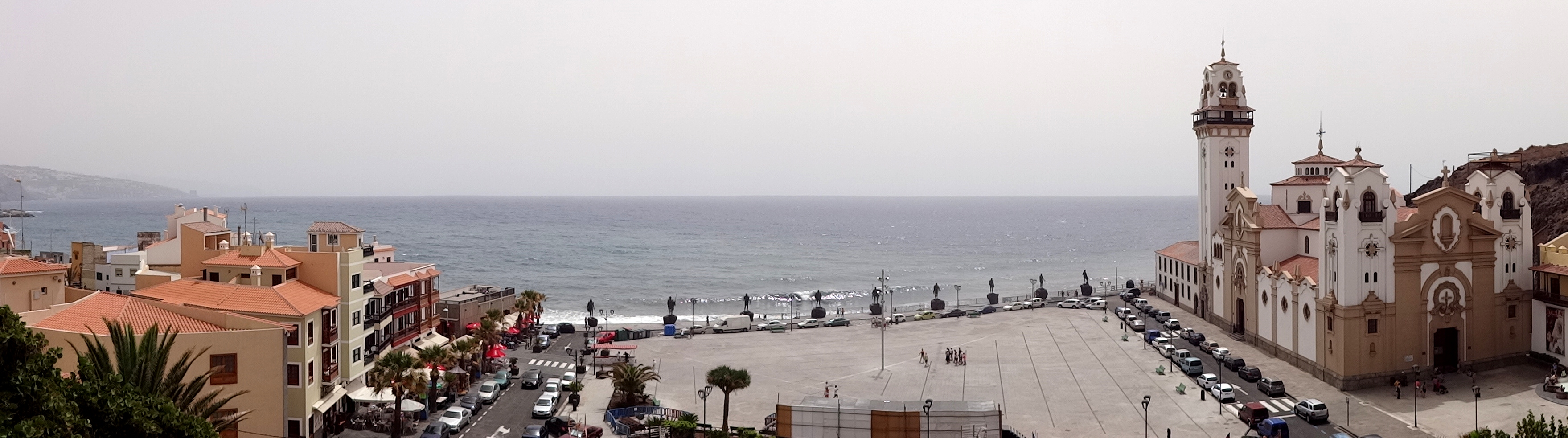
Visão geral da Plaza.

As estátuas são:
- Acaimo: mencey do Tacoronte
- Adjoña: mencey do Abona
- Añaterve: mencey do Güímar
- Bencomo: mencey do Taoro
- Beneharo: mencey do Anaga
- Pelicar: mencey do Icode
- Pelinor: mencey do Adeje
- Romen: mencey do Daute
- Tegueste: mencey do Tegueste